# Jurij Jevsejčyk
Jurij Petrovyč Jevsejčyk (* 23. ledna 1971 Zolotonoša) je bývalý sovětský a ukrajinský zápasník – klasik a kurašista, který od roku 1998 reprezentoval Izrael.

## Sportovní kariéra
Zápasu řecko-římskému se věnoval od 11 let v rodné Zolotonoše pod vedením Vladimira Kuzmenka. Jeho osobním trenérem byl Mykola Kryvonos. Vrcholově se připravoval v Doněcku. V Doněcku patřil k průkopníkům amerického fotbalu – hrál za klub Donetsk Scythians. Po rozpadu Sovětského svazu v roce 1991 reprezentoval rodnou Ukrajinu. Zápasil v nejtěžší váze do 130 kg. V roce 1996 dostal v ukrajinské olympijské nominaci na olympijské hry v Atlantě přednost Petro Kotok. V roce 1998 se začal objevovat na turnajích jako reprezentant Izraele.
V roce 2000 se kvalifikoval na olympijské hry v Sydney. Postup z bezejmenné čtyřčlenné skupiny si zkušeně pohlídal a postoupil přímo do semifinále proti Američanu Rulonu Gardnerovi. V zápase s Američanem se ujal vedení 2:0 a tento náskok držel do poslední minuty, kdy mu postupně došly síly a nechal Gardnera vyrovnat na 2:2. V následném prodloužení se nechal vytlačit ze žíněnky a prohrál 2:3. V boji o třetí místo takticky nezvládl zápas s Bělorusem Dmitrim Děbelkou a obsadil nepopulární 4. místo. V roce 2004 se kvalifikoval na olympijské hry v Athénách, kde nepostoupil ze základní skupiny proti Kubánci Mijaínu Lópezovi. Po olympijských hrách v Athénách se zápasu řecko-římskému nevěnoval. Zaujal ho kuraš, mladý sport podobný sambu, ve kterém reprezentoval Izrael do roku 2009.

## Výsledky
| Olympijské hry     |    |   |    | — |   |   |    | — |   |    |    | 4. |     |    |     | úč. |  |  |
| Mistrovství světa  | —  | — | —  |   | — | — | 5. |   | — | 3. | 5. |    | úč. | 6. | úč. |     |  |  |
| Mistrovství Evropy | —  | — | —  | — | — | — | —  | — | — | 6. | 5. | 4. | 6.  | 4. | 6.  | 6.  |  |  |
| MS nadějí          | —  |   | 1. |   |   |   |    |   |   |    |    |    |     |    |     |     |  |  |
| ME juniorů         | 1. |   |    |   |   |   |    |   |   |    |    |    |     |    |     |     |  |  |